# Бремер (притока Брисбену)
Бремер (англ. Bremer River) — річка в штаті Квінсленд (Австралія), права притока річки Брисбен.
Довжина річки — 86.9 км, площа басейну близько двох тисяч квадратних кілометрів.
Європейські дослідники Джон Окслі та Аллан Каннінгем вперше відвідали річку 1824 року. Джон Окслі назвав річку Бремерс-Крік на честь Джеймса Гордона Бремера, капітана HMS Tamar.

## Географія

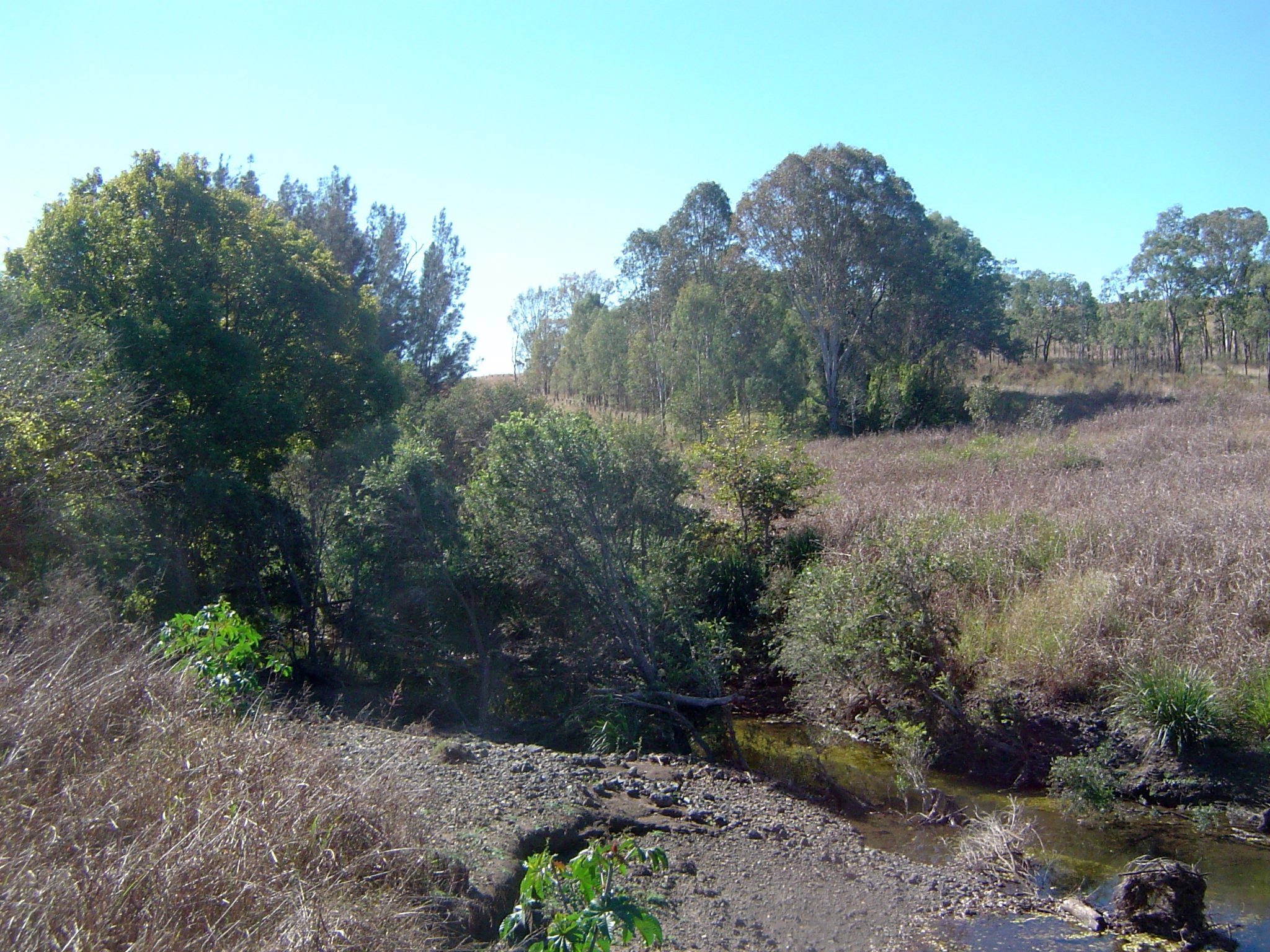
Верхів'я Бремеру в Роузвейлі

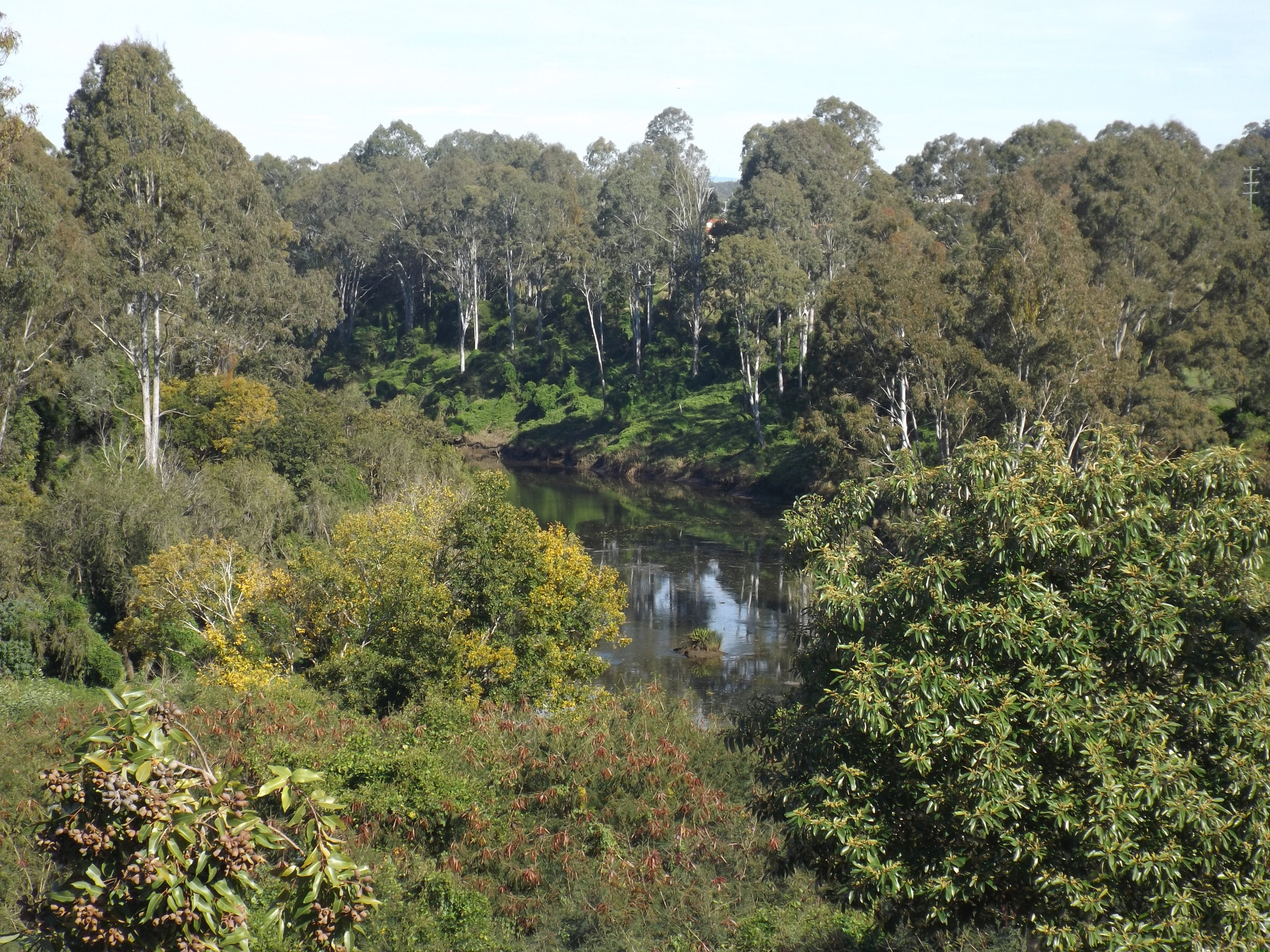
Бремер у Норт-Іпсвічі

Бремер бере початок біля гори Фрезер на пагорбах регіону Скенік-Рім Південно-Східного Квінсленду, тече поблизу містечка Роузвуд, далі — до міста Іпсвіч, перетинає його та впадає в річку Брисбен. Район водозбору обмежений хребтом Літл-Ліверпуль-Рейндж на заході, хребтом Мейн-Рейндж — на півдні і південному заході, піком Фліндерс та хребтом Тевіот — на сході. На річці часто трапляються повені. Річка має ряд приток, у тому числі Дібінг-Крік, Бундамба-Крік, Пурга-Крік, Рейнольдс-Крік, Воррен-Крік, Вестерн-Крік і Франклін-Вейл-Крік.

## Забруднення води
Річка вважається сильно забрудненою, тому що вода дуже мутна та якість ії низька. У річці багато поживних речовин і бактерій, особливо коли стічні води і дощовий стік Іпсвічу об'єднуються. Природний прибережний ліс був майже повністю вирубаний, тому берега річки заросли бур'янами. 
2008 року щорічне дослідження якості води дало рівень F, який є найгіршим з можливих. Важкі метали, такі як ртуть, хром, нікель і кадмій, були виявлені в притоці Воррен-Крік 2009 року.